# Râul Dumitreasa
Râul Dumitreasa este un curs de apă, afluent al râului Someșul Rece. 